# Eugeniu Carada
Eugeniu Carada (Craiova, 1836-Bucarest, 1910) fue un financiero, periodista, escritor y político rumano.

## Biografía
Nacido en Craiova en 1836, estudió en el Colegio Nacional —más adelante conocido como Instituto Carol I— y en el instituto francés Raymond de Craiova. Luego marchó a París y estudió en el Collège de France. Al regresar a Rumania en 1860, ingresó en la redacción del periódico Românul, en el que permaneció alrededor de una década.
En 1866, tras la caída de Alexandru Ioan Cuza, fue elegido miembro del Consejo Comunal de la capital y se convirtió en asistente de alcalde, y en 1867 fue elegido diputado del tercer colegio de Ilfov y secretario de la Asamblea. En 1869, fue elegido por la misma circunscripción, pero sin ser proclamado por la oficina electoral. Implicado en la revuelta de Ploiești de 1870, fue acusado, junto con otros, de ser autor intelectual de los sucesos, pero un jurado de Târgoviște lo absolvió. En 1871, Carada dejó la dirección de Românul y se instaló en París, donde no regresó hasta la Guerra de la Independencia. Junto con D. Sturdza, E. Stătescu e I. Kalenderu, fue nombrado en 1880 comisionado principesco encargado de supervisar la administración de la red de ferrocarriles. En 1883, fue nombrado miembro de la junta directiva de los Ferrocarriles Rumanos, cargo que ocupó hasta 1886, cuando dimitió. En 1881, fue nombrado director y vicegobernador del Banco Nacional, pero dimitió tres meses antes de asumir el cargo. En 1883, elegido por los accionistas como director del Banco Nacional de Rumania, recibió este cargo, que aún ocupaba hacia 1897. Falleció en Bucarest en febrero de 1910.
En su juventud, fue publicista y autor dramático. Publicó en francés varios escritos políticos sobre los principados rumanos y produjo para el teatro obras como Fata de la Cozia, Banii, Gloria și Femeile, Fraţii din Munte y Cimpoiul fermecat.